# Ракитно-Доновка
Ракитно-Доновка (укр. Рокитне-Донівка) — село, Недогарковский сельский совет, Кременчугский район, Полтавская область, Украина.
Код КОАТУУ — 5322482807. Население по переписи 2001 года составляло 159 человек.

## Географическое положение
Село Ракитно-Доновка примыкает к селу Пановка, на расстоянии в 0,5 км находится село Пащеновка, в 1,5 км — село Гориславцы.
Через село проходит железная дорога, станция Платформа 27 км в 4-х км.

## История
В 1862 году на хуторе Рокитный было 6 дворов где жило 49 человек.
В 1911 году на хуторе Доновка была  церковь приписаная к Троицкой в Недогарках, церковно-приходская школа и жило 564 человека.
После Войны Ракитно было ликвидировано, а жители переселены в Доновку, посление получило современное название